# هارفي هارمان
هارفي هارمان (بالإنجليزية: Harvey Harman)‏ هو لاعب كرة قدم أمريكية أمريكي، ولد في 5 نوفمبر 1900 في سيلينسغروف في الولايات المتحدة، وتوفي في 17 ديسمبر 1969 في هايلاند بارك في الولايات المتحدة.